# Ernst Behmer
Ernst Behmer (22 de dezembro de 1875 — 26 de fevereiro de 1938) foi um prolífico ator alemão de teatro e cinema, que apareceu em mais de uma centena de filmes durante as eras silenciosa e falado.